# Comisói repülőtér
A Comisói repülőtér (IATA: CIY, ICAO: LICB) Olaszország egyik nemzetközi repülőtere, amely Comiso közelében található. Éves utasforgalma 364 735 fő (2022).

## Futópályák
A repülőtér futópályái:
- 05/23 (2460 m, 45 m, aszfalt)

## Forgalom
Az utasforgalom az elmúlt években az alábbi módon változott:
| Utasok száma | 56 854 | 328 027 | 372 963 | 459 865 | 437 180 | 424 487 | 352 095 | 91 161 | 199 420 | 364 735 |
|              | 2013   | 2014    | 2015    | 2016    | 2017    | 2018    | 2019    | 2020   | 2021    | 2022    |

## Légitársaságok és úticélok
2025-ben a Comisói repülőtérről az alábbi járatok indulnak (Utoljára frissítve: 2025-03-20):
| Légitársaság | Célállomások                                                        |
| ------------ | ------------------------------------------------------------------- |
| AeroItalia   | Bergamo, Parma, Róma-Fiumicino                                      |
| Transavia    | Szezonális: Párizs–Orly                                             |
| Volotea      | Turin, Verona Szezonális: Bari, Lille (kezdődik 2025 április 8-tól) |
| Wizz Air     | Szezonális: Tirana                                                  |